# Categoría Primera A (2006)
Kolumbia 2006
Mistrzem Kolumbii turnieju Apertura został klub Deportivo Pasto, natomiast wicemistrzem Kolumbii – klub Deportivo Cali.
Mistrzem Kolumbii turnieju Finalización został klub Cúcuta, natomiast wicemistrzem Kolumbii – klub Tolima Ibagué.
Do Copa Libertadores w roku 2007 zakwalifikowały się następujące kluby:
- Deportivo Pasto (mistrz Apertura)
- Cúcuta (mistrz Finalización)
- Tolima Ibagué (wicemistrz Finalización – runda kwalifikacyjna)

Do Copa Sudamericana w roku 2007 zakwalifikowały się następujące kluby:
- Atlético Nacional (2. miejsce w Reclasificación 2006)
- Millonarios FC (3. miejsce w Reclasificación 2006)

Kluby, które spadły do II ligi:
- Envigado (ostatni w tabeli spadkowej)

Na miejsce spadkowiczów awansowały z drugiej ligi następujące kluby:
- La Equidad Bogotá – mistrz II ligi

## Torneo Apertura 2006
W turnieju udział wzięło 18 klubów, które na początku rozegrały ze sobą po jednym meczu systemem "każdy z każdym". Najlepszych 8 klubów w końcowej tabeli awansowało do kolejnej, półfinałowej fazy turnieju (Cuadrangulares). Kluby podzielone zostały na dwie grupy po 4 drużyny. Zwycięzcy grup spotkali się w finale w walce o tytuł mistrza Kolumbii.

### Apertura 1
| Data          | Mecz |
| ------------- | --- |
| 4 lutego 2006 | America Cali – Deportivo Cali 0:3 Hernando Patiño 35, Anthony Tapia 53, Álvaro Domínguez 63                                                            |
| 5 lutego 2006 | Atlético Huila – Millonarios FC 1:1 Diego Luis Córdoba 35 – Martín Edwin García 61                                                                     |
| 5 lutego 2006 | Deportivo Pasto – Deportivo Pereira 1:1 Deyler Sacramento 75 – Darío Alberto Gigena 73                                                                 |
| 5 lutego 2006 | Quindío Armenia – Real Cartagena 1:0 Marcio Cruz 41 |
| 5 lutego 2006 | Independiente Medellín – Atlético Bucaramanga 2:0 César Valoyes 73, Freddy Grisales 87k                                                                |
| 5 lutego 2006 | Cúcuta – Atlético Nacional 3:2 Nelson Flórez 15, Lin Carlos Henry 46, Yesith Trujillo 47 – Víctor Aristizábal 4k, 52k mecz w San Cristóbal (Wenezuela) |
| 5 lutego 2006 | Atlético Junior – Envigado 3:2 Leandro Vargas 78, 92, Bélmer Aguilar 62 – Luis Moreno 35, Jonathan Estrada 58                                          |
| 5 lutego 2006 | Once Caldas – Boyacá Chicó Tunja 2:2 Julián Hurtado 41, Arnulfo Valentierra 84 – John Mario Ramírez 49, Faustino Arizala 43                            |
| 5 lutego 2006 | Independiente Santa Fe – Tolima Ibagué 0:2 Jhon Charria 3, 26                                                                                          |

### Apertura 2
| Data           | Mecz |
| -------------- | --- |
| 11 lutego 2006 | Millonarios FC – Deportivo Pasto 1:0 Gabriel Fernández 61                                                              |
| 12 lutego 2006 | Tolima Ibagué – Atlético Huila 2:0 Juan Carlos Escobar 7, Yulián Anchico 60                                            |
| 12 lutego 2006 | Boyacá Chicó Tunja – Independiente Santa Fe 2:0 Eris Viera 15, Faustino Arizala 75                                     |
| 12 lutego 2006 | Envigado – Once Caldas 1:1 Jair Mejía 13 – Dairo Moreno 56                                                             |
| 12 lutego 2006 | Atlético Nacional – Atlético Junior 2:2 Víctor Aristizábal 38, 64 – Iván Velásquez 55, Pedro Ortega 59                 |
| 12 lutego 2006 | Deportivo Cali – Cúcuta 0:2 Leonardo Mina Polo 13, 34                                                                  |
| 12 lutego 2006 | Atlético Bucaramanga – America Cali 1:0 Andrés Sarmiento 25                                                            |
| 12 lutego 2006 | Real Cartagena – Independiente Medellín 2:2 Diego Toro 41, Luis Cassiani 50 – Jackson Martínez 24, Jaime Castrillón 45 |
| 12 lutego 2006 | Deportivo Pereira – Quindío Armenia 1:0 Carlos Salazar 44                                                              |

### Apertura 3
| Data           | Mecz |
| -------------- | --- |
| 18 lutego 2006 | Once Caldas – Atlético Nacional 1:0 Dairo Moreno 12                                                                                            |
| 19 lutego 2006 | Deportivo Pasto – Atlético Huila 4:1 Carlos Villagra 49, Ferley Villamil 66, Alex del Castillo 70, Diego Cortés 87 – Carlos Castillo 13        |
| 19 lutego 2006 | Quindío Armenia – Millonarios FC 1:1 Mauricio Romero Sellarés 4 – Gabriel Fernández 75                                                         |
| 19 lutego 2006 | Independiente Medellín – Deportivo Pereira 1:0 Freddy Grisales 85                                                                              |
| 19 lutego 2006 | America Cali – Real Cartagena 2:1 Javier Reina 30, José Moreno 56 – Luis Cassiani 22                                                           |
| 19 lutego 2006 | Cúcuta – Atlético Bucaramanga 1:1 Jorge Díaz 34k – Juan Manuel Zandoná 16                                                                      |
| 19 lutego 2006 | Atlético Junior – Deportivo Cali 0:0 |
| 19 lutego 2006 | Independiente Santa Fe – Envigado 3:3 Misael Camargo 24, Luis Yáñez 47, Léider Preciado 82 – Gustavo Dávila 12, Jair Mejía 53, Anel Canales 70 |
| 19 lutego 2006 | Tolima Ibagué – Boyacá Chicó Tunja 3:1 Jhon Charria 47, Carlos Quintero 47, Néstor Álvarez 55 – Faustino Arizala 11                            |

### Apertura 4
| Data           | Mecz |
| -------------- | --- |
| 25 lutego 2006 | Atlético Nacional – Independiente Santa Fe 2:1 Carlos Díaz 22, Oscar Passo 85 – Gabriel Enrique Gómez 2                   |
| 26 lutego 2006 | Atlético Huila – Boyacá Chicó Tunja 3:1 Mario Benítez 53, 77, Mauricio Molina 85 – Leonardo Pajoy 52                      |
| 26 lutego 2006 | Real Cartagena – Cúcuta 0:1 Jorge Díaz 87                                                                                 |
| 26 lutego 2006 | Millonarios FC – Independiente Medellín 3:0 Orlando Ballesteros 26, 36, 48                                                |
| 26 lutego 2006 | Deportivo Pereira – America Cali 2:2 Víctor Cortés 21, 58 – Gustavo Adrián Ramos 54, Paulo Arango 89                      |
| 26 lutego 2006 | Atlético Bucaramanga – Atlético Junior 2:0 Javier Sarabia 39, 47                                                          |
| 26 lutego 2006 | Deportivo Cali – Once Caldas 1:2 Gustavo Morinigo 66 – Julián Hurtado 5, Sergio Ibarra 40                                 |
| 26 lutego 2006 | Deportivo Pasto – Quindío Armenia 2:3 Carlos Villagra 34, 53 – Juan Ricardo Bazán 48, 83, Mauricio Romero Sellarés 70     |
| 26 lutego 2006 | Envigado – Tolima Ibagué 3:7 Jonathan Estrada 17k, Luís Moreno 66, Franck Pacheco 72 – Jhon Charria 54, Néstor Álvarez 74 |

### Apertura 5
| Data         | Mecz |
| ------------ | --- |
| 4 marca 2006 | America Cali – Millonarios FC 1:0 José Moreno 20                                                                                   |
| 5 marca 2006 | Quindío Armenia – Atlético Huila 2:0 Mauricio Romero Sellarés 3, 77                                                                |
| 5 marca 2006 | Independiente Medellín – Deportivo Pasto 2:2 Juan Manuel Asconzábal 25, Freddy Grisales 46 – Carlos Villagra 81, Ferley Villamil89 |
| 5 marca 2006 | Cúcuta – Deportivo Pereira 0:1 Víctor Cortés 93                                                                                    |
| 5 marca 2006 | Atlético Junior – Real Cartagena 2:0 Hayder Palacio 71, Eudalio Arriaga 81                                                         |
| 5 marca 2006 | Once Caldas – Atlético Bucaramanga 1:0 Julián Hurtado 35                                                                           |
| 5 marca 2006 | Independiente Santa Fe – Deportivo Cali 2:1 Jaír Benítez 58s, Luis Yánes 85 – Armando Carrillo 47                                  |
| 5 marca 2006 | Tolima Ibagué – Atlético Nacional 5:1 Jhon Charria 32, 55, Darwin Quintero 40, Néstor Álvarez 44, 65 – Sergio Galván Rey 90        |
| 5 marca 2006 | Boyacá Chicó Tunja – Envigado 0:0                                                                                                  |

### Apertura 6
| Data         | Mecz |
| ------------ | --- |
| 1 marca 2006 | Atlético Bucaramanga – Independiente Santa Fe 2:1 Juan Manuel Zandoná 25, Felipe Rivas 84 – Mario Efraín Gómez 3 |
| 8 marca 2006 | Atlético Huila – Envigado 1:0 Frank Pacheco 77                                                                   |
| 8 marca 2006 | Atlético Nacional – Boyacá Chicó Tunja 1:0 Víctor Hugo Aristizábal 78k                                           |
| 8 marca 2006 | Deportivo Cali – Tolima Ibagué 2:1 Blas Pérez 23, 79 – Jhon Charria 51                                           |
| 8 marca 2006 | Real Cartagena – Once Caldas 1:2 Víctor Miranda 91k – Dayro Moreno 50, 69                                        |
| 8 marca 2006 | Deportivo Pereira – Atlético Junior 1:0 Ervin González 60                                                        |
| 8 marca 2006 | Millonarios FC – Cúcuta 1:0 Gabriel Fernández 72                                                                 |
| 8 marca 2006 | Deportivo Pasto – America Cali 2:1 Róbinson Rojas 9, Ferley Villamil74 – José Moreno 90                          |
| 8 marca 2006 | Quindío Armenia – Independiente Medellín 2:0 Mauricio Romero Sellarés 40, Juan Gilberto Núñez 89                 |

### Apertura 7
| Data           | Mecz |
| -------------- | --- |
| 22 lutego 2006 | Envigado – Atlético Nacional 1:0 Jonathan Estrada 68k |
| 15 marca 2006  | Independiente Medellín – Atlético Huila 0:1 Duván Hernández 37 |
| 15 marca 2006  | America Cali – Quindío Armenia 0:1 Iván Vélez 74 |
| 15 marca 2006  | Cúcuta – Deportivo Pasto 3:1 Roberto Bobadilla 33, Rodrigo Saraz 19, Jorge Díaz 69k – Carlos Rodas 33                                                                              |
| 15 marca 2006  | Atlético Junior – Millonarios FC 4:4 Alberto Reniz 7, Ever Salas 11, Háider Palacio 49, Leandro Vargas 52 – Sebastián Hernández 3, Orlando Ballesteros 9, 84, Gabriel Fernández 23 |
| 15 marca 2006  | Once Caldas – Deportivo Pereira 2:1 Pablo Gaglianone 54, Mauricio Ferney Casierra 87 – Jorge Bermúdez 26                                                                           |
| 15 marca 2006  | Independiente Santa Fe – Real Cartagena 2:1 José Largacha 27, David Montoya 70k – Juan Domínguez 87                                                                                |
| 15 marca 2006  | Tolima Ibagué – Atlético Bucaramanga 0:0 |
| 15 marca 2006  | Boyacá Chicó Tunja – Deportivo Cali 1:1 John Mario Ramírez 66k – Armando Carrillo 32                                                                                               |

### Apertura 8
| Data          | Mecz |
| ------------- | --- |
| 18 marca 2006 | Independiente Medellín – America Cali 2:3 Roberto Carlos Cortés 62, César Valoyes 93 – Edwin Valencia 20, José Moreno 25, Gustavo Adrián Ramos 35 |
| 19 marca 2006 | Atlético Huila – Atlético Nacional 1:0 Fabián Cuellar 65                                                                                          |
| 19 marca 2006 | Deportivo Cali – Envigado 0:1 Luis Iriarte 44 |
| 19 marca 2006 | Atlético Bucaramanga – Boyacá Chicó Tunja 1:0 Sherman Cárdenas 61                                                                                 |
| 19 marca 2006 | Real Cartagena – Tolima Ibagué 1:2 Eder Herández 12 – Darwin Quintero 68, Luis Fernando Sánchez 89                                                |
| 19 marca 2006 | Deportivo Pereira – Independiente Santa Fe 1:1 Wilber Holguín 83 – Oscar Rodas 63                                                                 |
| 19 marca 2006 | Millonarios FC – Once Caldas 1:1 Sebastián Hernández 8 – Dayro Moreno 41                                                                          |
| 19 marca 2006 | Deportivo Pasto – Atlético Junior 2:0 Brayan Maya 9, Javier Arizala 39                                                                            |
| 19 marca 2006 | Quindío Armenia – Cúcuta 0:1 Jorge Díaz 25 |

### Apertura 9
| Data          | Mecz |
| ------------- | --- |
| 25 marca 2006 | Millonarios FC – Independiente Santa Fe 3:3 Gabriel Fernández 24, 28, Martín Edwin García 38 – David Montoya 26, 31, 79 |
| 26 marca 2006 | Deportivo Cali – America Cali 1:1 Blas Pérez 69 – Hárrison Otálvaro 92                                                  |
| 26 marca 2006 | Atlético Nacional – Independiente Medellín 2:1 Juan Carlos Mosquera 47, Víctor Aristizábal 65 – César Valoyes 61        |
| 26 marca 2006 | Real Cartagena – Atlético Junior 1:2 Eder Hernández 23 – Hayder Romero 6s, Carlos Córdoba 66                            |
| 26 marca 2006 | Atlético Huila – Tolima Ibagué 1:4 Carlos Castillo 47 – Darwin Quintero 31, 62, Jhon Charria 44, Rivas Chará 70         |
| 26 marca 2006 | Deportivo Pereira – Once Caldas 0:0                                                                                     |
| 26 marca 2006 | Atlético Bucaramanga – Cúcuta 2:1 Juan Zandona 33, César Vásquez 73 – Jorge Díaz 18                                     |
| 26 marca 2006 | Envigado – Quindío Armenia 2:0 Hernán Velásquez 56, Jonathan Alvarez 89                                                 |
| 26 marca 2006 | Boyacá Chicó Tunja – Deportivo Pasto 0:0                                                                                |

### Apertura 10
| Data            | Mecz |
| --------------- | --- |
| 1 kwietnia 2006 | Atlético Nacional – Deportivo Cali 2:0 Víctor Aristizábal 5, 54                                                                                                |
| 2 kwietnia 2006 | Cúcuta – Independiente Medellín 1:0 Lin Carlo Henry 84 |
| 2 kwietnia 2006 | Independiente Santa Fe – Millonarios FC 1:3 Luis Yánes 42 – Edgar Cataño 11, Luis Asprilla 17, Orlando Ballesteros 46                                          |
| 2 kwietnia 2006 | Tolima Ibagué – Deportivo Pereira 0:0 |
| 2 kwietnia 2006 | Atlético Junior – Quindío Armenia 0:1 Juan Bazán 73 |
| 2 kwietnia 2006 | Envigado – Atlético Bucaramanga 0:0 |
| 2 kwietnia 2006 | Once Caldas – Deportivo Pasto 4:2 Dayro Moreno 55, 73, Arnulfo Valentierra 81, 89 – Carlos Villagra 14, Jorge Hernando Vidal 87                                |
| 2 kwietnia 2006 | America Cali – Atlético Huila 2:1 Gustavo Adrián Ramos 72, José Moreno 75 – Fabián Cuellar 30                                                                  |
| 2 kwietnia 2006 | Boyacá Chicó Tunja – Real Cartagena 4:2 Mario García Caboara 14, Ever Palacios 30, Lionard Pajoy 75, Henry Zambrano 89 – Juan Domínguez 6, Santiago Silvera 52 |

### Apertura 11
| Data            | Mecz |
| --------------- | --- |
| 8 kwietnia 2006 | Millonarios FC – Tolima Ibagué 0:3 Yulián Anchico 23, 30, 38                                                                       |
| 9 kwietnia 2006 | Atlético Huila – Deportivo Cali 3:1 Carlos Castillo 3, Robinson Muñoz 68, Luis Zuleta 79 – Blas Pérez                              |
| 9 kwietnia 2006 | Atlético Bucaramanga – Atlético Nacional 0:2 Víctor Hugo Aristizábal 36, 45                                                        |
| 9 kwietnia 2006 | Real Cartagena – Envigado 0:1 Mauricio González 24                                                                                 |
| 9 kwietnia 2006 | Deportivo Pereira – Boyacá Chicó Tunja 1:1 Lionard Pajoy 42 – Jorge Hernán Bermúdez 67s                                            |
| 9 kwietnia 2006 | Deportivo Pasto – Independiente Santa Fe 4:1 Carlos Villagra 25, 32, 85, Javier Arizala 57 – José Largacha 90                      |
| 9 kwietnia 2006 | Quindío Armenia – Once Caldas 1:3 Arnulfo Valentierra 53 – Alexis Enríquez 5, Julián Díaz 50, Sergio Ibarra 95                     |
| 9 kwietnia 2006 | Independiente Medellín – Atlético Junior 3:1 Jaime Castrillón 2, Roberto Carlos Cortés 8, Carlos Alvarez 47 – Jamerson Rentería 68 |
| 9 kwietnia 2006 | America Cali – Cúcuta 0:1 Jorge Díaz 47                                                                                            |

### Apertura 12
| Data             | Mecz |
| ---------------- | --- |
| 15 kwietnia 2006 | Once Caldas – Independiente Medellín 6:0 Dayro Moreno 5, 20, 56, Juan David Restrepo 8, Erwin Carrillo 60, 65               |
| 16 kwietnia 2006 | Cúcuta – Atlético Huila 4:0 Jorge Díaz 18, 55k, 79, Roberto Bobadilla 39                                                    |
| 16 kwietnia 2006 | Atlético Junior – America Cali 1:2 Háyder Palacios 21 – José Moreno 48, Leonel Gancedo 64                                   |
| 16 kwietnia 2006 | Independiente Santa Fe – Quindío Armenia 0:0                                                                                |
| 16 kwietnia 2006 | Tolima Ibagué – Deportivo Pasto 1:1 Jhon Charria 42 – Carlos Villagra 52                                                    |
| 16 kwietnia 2006 | Envigado – Deportivo Pereira 2:0 Jonathan Estrada 79, Jair Mejía 92                                                         |
| 16 kwietnia 2006 | Atlético Nacional – Real Cartagena 1:0 Marcelo Ramos 14                                                                     |
| 16 kwietnia 2006 | Deportivo Cali – Atlético Bucaramanga 4:1 Diego Valdés 12, Armando Carrillo 23, 77, Antonhy Tapia 86 – Gustavo Morinigo 58s |
| 16 kwietnia 2006 | Boyacá Chicó Tunja – Millonarios FC 0:2 Orlando Ballesteros 15, Gabriel Fernández 50                                        |

### Apertura 13
| Data             | Mecz                                                                                                |
| ---------------- | --------------------------------------------------------------------------------------------------- |
| 22 kwietnia 2006 | Deportivo Pereira – Atlético Nacional 2:1 Erwín González 30, Diego Cochas 87 – Vladimir Marín 62    |
| 23 kwietnia 2006 | Atlético Huila – Atlético Bucaramanga 2:1 Luis Zuleta 52, 89 – Rodrigo Ruiz 30                      |
| 23 kwietnia 2006 | Real Cartagena – Deportivo Cali 0:1 Armando Carrillo 89                                             |
| 23 kwietnia 2006 | Millonarios FC – Envigado 1:1 Orlando Ballesteros 37 – Jonathan Estrada 22                          |
| 23 kwietnia 2006 | Quindío Armenia – Tolima Ibagué 2:1 Yesid Martínez 3s, Mauricio Romero Sellarés 88 – César Rivas 44 |
| 23 kwietnia 2006 | Deportivo Pasto – Boyacá Chicó Tunja 1:1 Hárnold Palacios 25 – Mario García Caboara 84              |
| 23 kwietnia 2006 | Independiente Medellín – Independiente Santa Fe 0:1 Léider Preciado 93                              |
| 23 kwietnia 2006 | America Cali – Once Caldas 0:0                                                                      |
| 23 kwietnia 2006 | Cúcuta – Atlético Junior 2:0                                                                        |

### Apertura 14
| Data             | Mecz |
| ---------------- | --- |
| 29 kwietnia 2006 | Once Caldas – Cúcuta 2:2 Arnulfo Valentierra 43, Julián Hurtado 81 – Jorge Díaz 13, Jorge Díaz 66        |
| 30 kwietnia 2006 | Atlético Junior – Atlético Huila 3:0 Háyder Palacios, Leandro Vargas 54, 62                              |
| 30 kwietnia 2006 | Independiente Santa Fe – America Cali 1:3 David Montoya 77 – José Moreno 30, 58, Giovanny Arrechea 91    |
| 30 kwietnia 2006 | Tolima Ibagué – Independiente Medellín 0:0                                                               |
| 30 kwietnia 2006 | Boyacá Chicó Tunja – Quindío Armenia 1:2 Sergio Guzmán 17s – Mauricio Romero Sellarés 29, Marcio Cruz 60 |
| 30 kwietnia 2006 | Envigado – Deportivo Pasto 0:1 Carlos Villagra 79                                                        |
| 30 kwietnia 2006 | Atlético Nacional – Millonarios FC 2:0 Héctor Hurtado 31, Sergio Galván Rey 70                           |
| 30 kwietnia 2006 | Deportivo Cali – Deportivo Pereira 1:1 Armando Carrillo 8 – Jersson González 27k                         |
| 30 kwietnia 2006 | Atlético Bucaramanga – Real Cartagena 0:1 Wilberto Cosme 78                                              |

### Apertura 15
| Data        | Mecz |
| ----------- | --- |
| 6 maja 2006 | America Cali – Tolima Ibagué 1:0 José Moreno 56                                                                                                  |
| 7 maja 2006 | Atlético Huila – Real Cartagena 1:3 Róbinson Muñoz 43 – Orlando Fuentes 5, Diego Toro 20, Rubén Darío Velásquez 40                               |
| 7 maja 2006 | Deportivo Pereira – Atlético Bucaramanga 3:2 Rafael Castillo 5, Víctor Cortés 7, Alexis González 45s – Miguel Ordóñez 30, Juan Manuel Sandoná 60 |
| 7 maja 2006 | Deportivo Pasto – Atlético Nacional 0:0 |
| 7 maja 2006 | Quindío Armenia – Envigado 1:1 Mauricio Romero Sellarés 38k – Gustavo Dávila 8                                                                   |
| 7 maja 2006 | Independiente Medellín – Boyacá Chicó Tunja 1:2 Rodrigo Riep 71 – Brayant López 9s, Dayron Pérez 80                                              |
| 7 maja 2006 | Cúcuta – Independiente Santa Fe 2:0 Jorge Díaz 47, Lin Carlos Henry 58                                                                           |
| 7 maja 2006 | Atlético Junior – Once Caldas 0:0 |
| 8 maja 2006 | Millonarios FC – Deportivo Cali 0:1 Blas Pérez 37                                                                                                |

### Apertura 16
| Data         | Mecz |
| ------------ | --- |
| 10 maja 2006 | Envigado – Independiente Medellín 0:0 |
| 13 maja 2006 | Once Caldas – Atlético Huila 1:0 Dayro Moreno 66 |
| 13 maja 2006 | Independiente Santa Fe – Atlético Junior 4:2 David Montoya 15k, Fabián Hernández 67, 70, 85 – Eudalio Arriaga 42, Esnéider Salinas 47                              |
| 13 maja 2006 | Tolima Ibagué – Cúcuta 2:2 Carlos Quintero 21, Juan Carlos Escobar 32 – Rodrigo Saraz 47, ?                                                                        |
| 13 maja 2006 | Boyacá Chicó Tunja – America Cali 1:0 Lionard Pajoy 18 |
| 13 maja 2006 | Atlético Nacional – Quindío Armenia 2:1 Marcelo Ramos 33, Sergio Galván Rey 55 – Mauricio Romero Sellarés 70                                                       |
| 13 maja 2006 | Deportivo Cali – Deportivo Pasto 1:0 Blas Pérez 30 |
| 13 maja 2006 | Atlético Bucaramanga – Millonarios FC 2:3 Juan Manuel Zandoná 45+2, José Vicente Preciado 84 – Orlando Ballesteros 13, Juan Fernando Leal 33, Gabriel Fernández 90 |
| 13 maja 2006 | Real Cartagena – Deportivo Pereira 0:1 Carlos Salazar 23 |

### Apertura 17
| Data         | Mecz                                                                                              |
| ------------ | ------------------------------------------------------------------------------------------------- |
| 17 maja 2006 | Atlético Huila – Deportivo Pereira 0:3 Rafael Castillo 33, Jersson González 56, Carlos Salazar 82 |
| 17 maja 2006 | Millonarios FC – Real Cartagena 2:1 Orlando Ballesteros 16, 82 – Eder Hernández 91                |
| 17 maja 2006 | Deportivo Pasto – Atlético Bucaramanga 2:1 Carlos Rodas ?, Carlos Villagra ? – Alexander Orrego ? |
| 17 maja 2006 | Quindío Armenia – Deportivo Cali 0:1 Anthony Tapia 79                                             |
| 17 maja 2006 | Independiente Medellín – Atlético Nacional 1:1 Jackson Martínez 64k – Sergio Galván Rey 34        |
| 17 maja 2006 | America Cali – Envigado 2:1 José Moreno 30k, David Yepes 79 – Gustavo Bolívar 9                   |
| 17 maja 2006 | Cúcuta – Boyacá Chicó Tunja 1:1 Lin Carlo Henry 8 – Eris Viera 80                                 |
| 17 maja 2006 | Atlético Junior – Tolima Ibagué 1:2 Háyder Palacios 67k – Óscar Briceño 45, Darwin Quintero 70    |
| 17 maja 2006 | Once Caldas – Independiente Santa Fe 0:2 Luis Yáñez 30, Fabián Hernández 81                       |

### Apertura 18
| Data         | Mecz                                                                                         |
| ------------ | -------------------------------------------------------------------------------------------- |
| 21 maja 2006 | Independiente Santa Fe – Atlético Huila 1:1 Iván Garrido 41 – Hérmes Orejuela 17             |
| 21 maja 2006 | Boyacá Chicó Tunja – Atlético Junior 1:1 Lionard Pajoy 79 – Juan Galicia 49s                 |
| 21 maja 2006 | Envigado – Cúcuta 1:2 Jonathan Estrada 6k – Lin Carlos Henry 54, Leonardo Mina Polo 84       |
| 21 maja 2006 | Atlético Nacional – America Cali 6:0 Sergio Galván Rey 3, 18, 32, 84, 86, Óscar Echeverri 82 |
| 21 maja 2006 | Atlético Bucaramanga – Quindío Armenia 1:0 Miguel Ordóñez 55                                 |
| 21 maja 2006 | Deportivo Cali – Independiente Medellín 1:0 Blas Pérez 19k                                   |
| 21 maja 2006 | Real Cartagena – Deportivo Pasto 0:3 Ferney Villamil 20, Hugo Pablo Centurión 75, 86k        |
| 21 maja 2006 | Deportivo Pereira – Millonarios FC 1:1 Rafael Castillo 39 – Martín Edwin García 85           |
| 21 maja 2006 | Tolima Ibagué – Once Caldas 1:3 Arley Arango 58 – Arnulfo Valentierra 63, 83, Julián Díaz 91 |

### Tabela końcowa turnieju Apertura 2006
W przypadku równej liczby punktów o kolejności w grupie decydowała różnica bramkowa (w poprzednich sezonach była to liczba zwycięstw).
| Poz | Klub                   | Mecze | Zw | Rem | Por | Pkt | BrZd | BrStr |
| --- | ---------------------- | ----- | -- | --- | --- | --- | ---- | ----- |
| 1   | Once Caldas            | 18    | 10 | 7   | 1   | 37  | 31   | 15    |
| 2   | Cúcuta                 | 18    | 11 | 4   | 3   | 37  | 29   | 14    |
| 3   | Tolima Ibagué          | 18    | 9  | 5   | 4   | 32  | 36   | 19    |
| 4   | Atlético Nacional      | 18    | 9  | 3   | 6   | 30  | 27   | 19    |
| 5   | Deportivo Pereira      | 18    | 7  | 8   | 3   | 29  | 20   | 15    |
| 6   | Millonarios FC         | 18    | 7  | 7   | 4   | 28  | 27   | 23    |
| 7   | Deportivo Cali         | 18    | 8  | 4   | 6   | 28  | 20   | 17    |
| 8   | Deportivo Pasto        | 18    | 7  | 6   | 5   | 27  | 28   | 21    |
| 9   | Quindío Armenia        | 18    | 8  | 3   | 7   | 27  | 18   | 17    |
| 10  | America Cali           | 18    | 8  | 3   | 7   | 27  | 20   | 25    |
| 11  | Envigado               | 18    | 5  | 7   | 6   | 22  | 20   | 22    |
| 12  | Atlético Bucaramanga   | 18    | 6  | 3   | 9   | 21  | 17   | 23    |
| 13  | Boyacá Chicó Tunja     | 18    | 4  | 8   | 6   | 20  | 19   | 22    |
| 14  | Independiente Santa Fe | 18    | 5  | 5   | 8   | 20  | 24   | 32    |
| 15  | Atlético Huila         | 18    | 6  | 2   | 10  | 20  | 17   | 33    |
| 16  | Atlético Junior        | 18    | 4  | 5   | 9   | 17  | 22   | 29    |
| 17  | Independiente Medellín | 18    | 3  | 5   | 10  | 14  | 15   | 28    |
| 18  | Real Cartagena         | 18    | 2  | 1   | 15  | 7   | 14   | 30    |

### Apertura Cuadrangulares

#### Apertura Cuadrangulares 1
| Data         | Mecz |
| ------------ | --- |
| 31 maja 2006 | Once Caldas – Tolima Ibagué 1:1 Julián Díaz 87 – Jhon Charria 40                                                                          |
| 31 maja 2006 | Deportivo Cali – Deportivo Pereira 4:1 Armando Carrillo 7, Sergio Villarreal 38, Hernando Patiño 47, Iván Trujillo 90 – Ervin González 33 |
| 31 maja 2006 | Deportivo Pasto – Atlético Nacional 2:1 Carlos Villagra 38, Jorge Hernando Vidal 76 – Víctor Aristizábal 81                               |
| 31 maja 2006 | Millonarios FC – Cúcuta 1:1 Martín Edwin García 9 – Leonardo Mina Polo 31                                                                 |

#### Apertura Cuadrangulares 2
| Data           | Mecz                                                                                                |
| -------------- | --------------------------------------------------------------------------------------------------- |
| 3 czerwca 2006 | Atlético Nacional – Millonarios FC 2:0 Víctor Hugo Aristizábal 60, Sergio Galván Rey 65             |
| 4 czerwca 2006 | Tolima Ibagué – Deportivo Cali 0:0                                                                  |
| 4 czerwca 2006 | Deportivo Pereira – Once Caldas 1:2 Darío Alberto Gigena 43 – Daniel Gaglianone 25, Dayro Moreno 60 |
| 4 czerwca 2006 | Cúcuta – Deportivo Pasto 0:1 Hárnold Palacios 63                                                    |

#### Apertura Cuadrangulares 3
| Data           | Mecz |
| -------------- | --- |
| 7 czerwca 2006 | Tolima Ibagué – Deportivo Pereira 2:1 Néstor Álvarez 81, Jeison Quiñónez 84 – Darío Alberto Gigena 29                                 |
| 7 czerwca 2006 | Once Caldas – Deportivo Cali 0:1 Álvaro Domínguez ?                                                                                   |
| 7 czerwca 2006 | Atlético Nacional – Cúcuta 2:3 Humberto Mendoza 81, Marcelo Ramos 89 – Lin Carlo Henry 48, Roberto Bobadilla 54, Yesith Trujillo 90+5 |
| 7 czerwca 2006 | Deportivo Pasto – Millonarios FC 1:1 Carlos Rodas 90+1 – Luis Asprilla 43                                                             |

#### Apertura Cuadrangulares 4
| Data            | Mecz                                                                                     |
| --------------- | ---------------------------------------------------------------------------------------- |
| 10 czerwca 2006 | Deportivo Cali – Once Caldas 2:1 Armando Carrillo 33, Blas Pérez 73k – Dayro Moreno 57k  |
| 11 czerwca 2006 | Deportivo Pereira – Tolima Ibagué 4:0 Darío Alberto Gigena 45, 49, 67, Wílmer Holguín 75 |
| 11 czerwca 2006 | Cúcuta – Atlético Nacional 2:1 Macnelly Torres 66, Bréiner García 73 – Marcelo Ramos 58  |
| 11 czerwca 2006 | Millonarios FC – Deportivo Pasto 2:0 Gabriel Fernández 72k, 90                           |

#### Apertura Cuadrangulares 5
| Data            | Mecz |
| --------------- | --- |
| 14 czerwca 2006 | Deportivo Cali – Tolima Ibagué 2:2 Armando Carrillo 23, Iván Trujillo 82 – Jhon Charria 5, Daniel Briceño 36 |
| 14 czerwca 2006 | Once Caldas – Deportivo Pereira 3:1 ?                                                                        |
| 14 czerwca 2006 | Millonarios FC – Atlético Nacional 0:2 ?                                                                     |
| 14 czerwca 2006 | Deportivo Pasto – Cúcuta 2:0 ?                                                                               |

#### Apertura Cuadrangulares 6
| Data            | Mecz |
| --------------- | --- |
| 18 czerwca 2006 | Tolima Ibagué – Once Caldas 4:0 Daniel Briceño 5, Néstor Álvarez 25, Darwin Quintero 39, 57                             |
| 18 czerwca 2006 | Deportivo Pereira – Deportivo Cali 2:2 Darío Alberto Gigena 12, 51 – Gustavo Morínigo 28, Iván Trujillo 43              |
| 18 czerwca 2006 | Atlético Nacional – Deportivo Pasto 1:3 Sergio Galván Rey 41 – Deyler Sacramento 27, Carlos Rodas 54, Javier Arizala 89 |
| 18 czerwca 2006 | Cúcuta – Millonarios FC 2:1 Rodrigo Saraz 23, Rodrigo Teixeira 76 – Luis Asprilla 85                                    |

#### Tabele końcowe Apertura Cuadrangulares
| Poz | Klub              | Mecze | Zw | Rem | Por | Pkt | BrZd | BrStr |
| --- | ----------------- | ----- | -- | --- | --- | --- | ---- | ----- |
| 1   | Deportivo Cali    | 6     | 3  | 3   | 0   | 12  | 11   | 6     |
| 2   | Tolima Ibagué     | 6     | 2  | 3   | 1   | 9   | 9    | 8     |
| 3   | Once Caldas       | 6     | 2  | 1   | 3   | 7   | 7    | 10    |
| 4   | Deportivo Pereira | 6     | 1  | 1   | 4   | 4   | 10   | 13    |

| Poz | Klub              | Mecze | Zw | Rem | Por | Pkt | BrZd | BrStr |
| --- | ----------------- | ----- | -- | --- | --- | --- | ---- | ----- |
| 1   | Deportivo Pasto   | 6     | 4  | 1   | 1   | 13  | 9    | 5     |
| 2   | Cúcuta            | 6     | 3  | 1   | 2   | 10  | 8    | 8     |
| 3   | Atlético Nacional | 6     | 2  | 0   | 4   | 6   | 9    | 10    |
| 4   | Millonarios FC    | 6     | 1  | 2   | 3   | 5   | 5    | 8     |

### Apertura Finalisima
Źródło: http://www.colombia.com/futbol/torneo_apertura/2006/f_anteriores.asp
| Deportivo Cali – Deportivo Pasto 0:1 i 1:1 |
| 21 czerwca 2006 Deportivo Cali – Deportivo Pasto 0:1 (0:0) Sędzia: Jorge Hernán Hoyos Bramki: 0:1 Carlos Villagra 69 Asociación Club Deportivo Cali (trener Pedro Sarmiento): David González – Freddy Hurtado (80 Jámison Olave), Nelson Rivas, Darío Caballero, Jair Benítez, Hernando Patiño, Anthony Tapia (60 Járold Herrera), Roland de la Cruz, Álvaro Domínguez, Armando Carrillo (70 Iván Trujillo), Blas Pérez Asociación Deportivo Pasto (trener Óscar Héctor Quintabani): Carlos Barahona – Ariel Sevillano, Walden Alexis Vargas, Hárnold Palacios, Javier Arizala, Juan Fernando Rebolledo, Jorge Hernando Vidal (75 Ferley Villamil), René Rosero, Deyler Sacramento (70 Róbinson Rojas), Bryan Maya (8 Carlos Rodas), Carlos Villagra                                       |
| 25 czerwca 2006 Deportivo Pasto – Deportivo Cali 1:1 (0:0) Sędzia: Carlos Eduardo López Bramki: 1:0 Jorge Hernando Vidal 59. 1:1 Anthony Tapia 78 Asociación Deportivo Pasto (trener Óscar Héctor Quintabani): Carlos Barahona – Ariel Sevillano, Walden Alexis Vargas, Hárnold Palacios (11 Róbinson Rojas), Javier Arizala, Jorge Hernando Vidal, Juan Fernando Rebolledo, René Rosero, Ferley Villamil (77 Hugo Pablo Centurión), Bryan Maya (11 Carlos Rodas), Carlos Villagra Asociación Club Deportivo Cali (trener Pedro Sarmiento): David González – Freddy Hurtado, Nelson Rivas, Darío Caballero, Jair Benítez, Hernando Patiño, Alejandro Bernal (46 Anthony Tapia), Roland de la Cruz, Álvaro Domínguez, Blas Pérez (76 Iván Trujillo), Armando Carrillo (46 Gustavo Morínigo) |

Mistrzem Kolumbii turnieju Apertura w roku 2006 został klub Deportivo Pasto, natomiast wicemistrzem Kolumbii – klub Deportivo Cali.

## Torneo Finalización 2006
W turnieju udział wzięło 18 klubów, które na początku rozegrały ze sobą po jednym meczu systemem "każdy z każdym". Najlepszych 8 klubów w końcowej tabeli awansowało do kolejnej, półfinałowej fazy turnieju (Cuadrangulares). Kluby podzielone zostały na dwie grupy po 4 drużyny. Zwycięzcy grup spotkali się w finale w walce o tytuł mistrza Kolumbii.

### Finalización 1
| Data            | Mecz |
| --------------- | --- |
| 15 lipca 2006   | Atlético Nacional – Cúcuta 2:1 Jorge Rojas 18, Víctor Hugo Aristizábal 86k – Lin Carlos Henry 6k        |
| 16 lipca 2006   | Millonarios FC – Atlético Huila 1:1 Hugo Morales 84 – Carlos Castillo 37                                |
| 16 lipca 2006   | Deportivo Pereira – Deportivo Pasto 2:1 Sebastián Covelli 17, Diego Cochas 52 – Hárnold Palacios 54     |
| 16 lipca 2006   | Atlético Bucaramanga – Independiente Medellín 0:2 Héctor Vasco 7, John Córdoba 22                       |
| 16 lipca 2006   | Deportivo Cali – América Cali 2:1 Sergio Villarreal 45, Hernando Patiño 81 – Carlos Preciado 3          |
| 16 lipca 2006   | Envigado – Atlético Junior 1:3 Wilson Morelo 23 – Háyder Palacios 5k, Ómar Pérez 20, Eudalio Arriaga 40 |
| 16 lipca 2006   | Boyacá Chicó Tunja – Once Caldas 3:0 Evert Palacios 51, Dayron Pérez 55k, 68k                           |
| 16 lipca 2006   | Tolima Ibagué – Independiente Santa Fe 2:0 Yesid Martínez 51, Yulián Anchico 75                         |
| 2 sierpnia 2006 | Real Cartagena – Quindío Armenia 1:2 Gabriel Fernández 61 – Jorge Perlaza 64, 87                        |

### Finalización 2
| Data          | Mecz |
| ------------- | --- |
| 22 lipca 2006 | Independiente Santa Fe – Boyacá Chicó Tunja 1:1 Jorge Hernán Bermúdez 3 – Henry Zambrano 78                                                |
| 23 lipca 2006 | Atlético Huila – Tolima Ibagué 3:2 Martín Carrillo 23, Rodrigo Marangoni 41k, Germán Caicedo 42k – Jorge Serna 29, Darío Alberto Bustos 81 |
| 23 lipca 2006 | Once Caldas – Envigado 1:0 Darío Gígena 16                                                                                                 |
| 23 lipca 2006 | Atlético Junior – Atlético Nacional 2:1 Ómar Pérez 20, Cassiano Méndez 25 – Víctor Hugo Aristizábal 35                                     |
| 23 lipca 2006 | Cúcuta – Deportivo Cali 1:1 José Luis Bueno 33 – Walter Moreno 24s                                                                         |
| 23 lipca 2006 | América Cali – Atlético Bucaramanga 1:2 Víctor Bonilla 28k – Edward Jiménez 46, John Valencia 54                                           |
| 23 lipca 2006 | Independiente Medellín – Real Cartagena 1:0 Néider Morantes 70                                                                             |
| 23 lipca 2006 | Quindío Armenia – Deportivo Pereira 2:0 Oswaldo Mackenzie 30, Néstor Salazar 92                                                            |
| 23 lipca 2006 | Deportivo Pasto – Millonarios FC 1:0 Carlos Rodas 25                                                                                       |

### Finalización 3
| Data             | Mecz |
| ---------------- | --- |
| 29 lipca 2006    | Deportivo Cali – Atlético Junior 0:0                                                                                       |
| 30 lipca 2006    | Atlético Huila – Deportivo Pasto 1:0 Donald Millán 36                                                                      |
| 30 lipca 2006    | Millonarios FC – Quindío Armenia 1:0 Ricardo Siciliano 33                                                                  |
| 30 lipca 2006    | Deportivo Pereira – Independiente Medellín 3:1 John Valencia 48, Víctor Cortés 54, Julián Barahona 80 – Mauricio Molina 10 |
| 30 lipca 2006    | Atlético Bucaramanga – Cúcuta 0:1 Pepe Portocarrero 73                                                                     |
| 30 lipca 2006    | Atlético Nacional – Once Caldas 3:1 Camilo Zúñiga 48, Jorge Rojas 50, Sergio Galván Rey 63 – Julián Hurtado 55             |
| 30 lipca 2006    | Envigado – Independiente Santa Fe 0:0                                                                                      |
| 30 lipca 2006    | Boyacá Chicó Tunja – Tolima Ibagué 0:1 Jorge Horacio Serna 5                                                               |
| 23 sierpnia 2006 | Real Cartagena – América Cali 2:1 ?                                                                                        |

### Finalización 4
| Data            | Mecz |
| --------------- | --- |
| 5 sierpnia 2006 | Independiente Santa Fe – Atlético Nacional 4:0 ?                                                                           |
| 6 sierpnia 2006 | Boyacá Chicó Tunja – Atlético Huila 1:0 Jersson González 17k                                                               |
| 6 sierpnia 2006 | Tolima Ibagué – Envigado 1:0 Juan Carlos Escobar 53                                                                        |
| 6 sierpnia 2006 | Once Caldas – Deportivo Cali 0:2 Jair Benítez 31k, Iván Trujillo 47                                                        |
| 6 sierpnia 2006 | Atlético Junior – Atlético Bucaramanga 2:2 Háyder Palacios 42k, Casiano Méndez 57 – Carlos Álvarez 16, Sherman Cárdenas 45 |
| 6 sierpnia 2006 | Cúcuta – Real Cartagena 1:1 Lin Carlos Henry 76 – Luis Sillero 69                                                          |
| 6 sierpnia 2006 | América Cali – Deportivo Pereira 0:2 Víctor Cortés 29, Diego Cochas 37k                                                    |
| 6 sierpnia 2006 | Independiente Medellín – Millonarios FC 1:0 Mauricio Molina 93                                                             |
| 6 sierpnia 2006 | Quindío Armenia – Deportivo Pasto 2:1 Néstor Salazar 28, Jorge Perlaza 41 – Hugo Centurión 70                              |

### Finalización 5
| Data             | Mecz |
| ---------------- | --- |
| 12 sierpnia 2006 | Atlético Nacional – Tolima Ibagué 1:1 Sergio Galván Rey 37k – Gauchinho 6                                                           |
| 13 sierpnia 2006 | Atlético Huila – Quindío Armenia 4:1 Donald Millán 18, Elkin Calle 28, Rodrigo Marangoni 58k, Luis Zuleta 81k – Oswaldo Mackenzie 3 |
| 13 sierpnia 2006 | Deportivo Pasto – Independiente Medellín 3:0 Carlos Rodas 11, Hugo Pablo Centurión 49, 64                                           |
| 13 sierpnia 2006 | Millonarios FC – América Cali 1:0 Orlando Ballesteros 37                                                                            |
| 13 sierpnia 2006 | Deportivo Pereira – Cúcuta 0:1 Blas Pérez 78                                                                                        |
| 13 sierpnia 2006 | Real Cartagena – Atlético Junior 1:0 Carlos Rentería 69                                                                             |
| 13 sierpnia 2006 | Atlético Bucaramanga – Once Caldas 2:0 Edward Jiménez 55, Carlos Álvarez 80                                                         |
| 13 sierpnia 2006 | Deportivo Cali – Independiente Santa Fe 3:2 Armando Carrillo 30, Álvaro Domínguez 57, 92 – Léider Preciado 11, Carlos Ortíz 84      |
| 13 sierpnia 2006 | Envigado – Boyacá Chicó Tunja 1:2 Óscar Restrepo 81 – Jersson González 22, Edwin Móbil 81                                           |

### Finalización 6
| Data             | Mecz |
| ---------------- | --- |
| 19 sierpnia 2006 | Tolima Ibagué – Deportivo Cali 1:1 Hilario Cuenú 48 – Jámerson Rentería 89                                                                                      |
| 20 sierpnia 2006 | Envigado – Atlético Huila 2:0 Camilo Ceballos 80, Mauricio González 82                                                                                          |
| 20 sierpnia 2006 | Boyacá Chicó Tunja – Atlético Nacional 0:1 Luis Alberto Perea 87                                                                                                |
| 20 sierpnia 2006 | Independiente Santa Fe – Atlético Bucaramanga 4:2 Héctor Hurtado 11, Jorge Bermúdez 42, Luis Yáñez 45, David Montoya 64 – Carlos Álvarez 33, Edwards Jiménez 48 |
| 20 sierpnia 2006 | Once Caldas – Real Cartagena 1:1 Dayro Moreno 68 – Luis Sillero 17                                                                                              |
| 20 sierpnia 2006 | Atlético Junior – Deportivo Pereira 1:1 Háyder Palacios 78 – Adrián Giampietri                                                                                  |
| 20 sierpnia 2006 | Cúcuta – Millonarios FC 2:1 Blas Pérez 37, Lin Carlos Henry 83 – Hugo Morales 55                                                                                |
| 20 sierpnia 2006 | América Cali – Deportivo Pasto 1:1 Víctor Bonilla 55 – Carlos Villagra 90                                                                                       |
| 20 sierpnia 2006 | Independiente Medellín – Quindío Armenia 2:0 César Valoyes 49, 60                                                                                               |

### Finalización 7
| Data             | Mecz |
| ---------------- | --- |
| 20 sierpnia 2006 | Deportivo Cali – Boyacá Chicó Tunja 1:3 Álvaro Domínguez 43 – Gerson González 36, Lionard Pajoy 61, Wendell Mancedo 92 |
| 20 sierpnia 2006 | Atlético Huila – Independiente Medellín 1:1 Einer Viveros 56 – Juan David Valencia 48                                  |
| 20 sierpnia 2006 | Quindío Armenia – América Cali 2:2 Oswaldo Mackenzie 32k, Néstor Salazar 91 – Giovanni Arrechea 25, Víctor Pacheco 36  |
| 20 sierpnia 2006 | Deportivo Pasto – Cúcuta 2:1 Carlos Villagra 34k, 90k – Roberto Bobadilla 32                                           |
| 20 sierpnia 2006 | Millonarios FC – Atlético Junior 3:1 Orlando Ballesteros 40, 54, Hugo Morales 62 – Háyder Palacios 90                  |
| 20 sierpnia 2006 | Deportivo Pereira – Once Caldas 0:0                                                                                    |
| 20 sierpnia 2006 | Real Cartagena – Independiente Santa Fe 1:0 Gabriel Fernández 86                                                       |
| 20 sierpnia 2006 | Atlético Bucaramanga – Tolima Ibagué 1:1 Andrés Sarmiento 25 – Óscar Briceño 87                                        |
| 20 sierpnia 2006 | Atlético Nacional – Envigado 0:0                                                                                       |

### Finalización 8
| Data            | Mecz |
| --------------- | --- |
| 2 września 2006 | Once Caldas – Millonarios FC 2:2 Dayro Moreno 20, Daniel Gaglianone 90 – Gastón Sangoy 50, Gerardo Bedoya 62                                |
| 3 września 2006 | Atlético Nacional – Atlético Huila 1:0 Sergio Galván Rey                                                                                    |
| 3 września 2006 | Envigado – Deportivo Cali 0:3 Armando Carrillo 1, Álvaro Domínguez 9, Juan Carlos Ferreira 53                                               |
| 3 września 2006 | Boyacá Chicó Tunja – Atlético Bucaramanga 2:1 Lionard Pajoy 46, Edwin Móbil 73 – Edward Jiménez 86                                          |
| 3 września 2006 | Tolima Ibagué – Real Cartagena 4:1 Gauchinho 3, John Charría 81, Juan Carlos Quintero 88, Óscar Briceño 91 – Carlos Rentería 10             |
| 3 września 2006 | Independiente Santa Fe – Deportivo Pereira 1:4 Christian Marrugo 81 – Víctor Cortés 3, 17, Sebastián Cobelli 49, Diego Cochas 94            |
| 3 września 2006 | Atlético Junior – Deportivo Pasto 1:0 Háyder Palacios 67k                                                                                   |
| 3 września 2006 | Cúcuta – Quindío Armenia 3:0 Lin Carlos Henry 47, Blas Pérez 68, Yesid Trujillo 91                                                          |
| 3 września 2006 | América Cali – Independiente Medellín 3:2 Cristián López 73, Edwin Valencia 90, Rubén Darío Bustos 91 – Mauricio Molina 8, César Valoyes 18 |

### Finalización 9
| Data             | Mecz |
| ---------------- | --- |
| 9 września 2006  | América Cali – Deportivo Cali 1:3 Víctor Bonilla 63 – Víctor Bonilla 63, Jámerson Rentería 67, 86                                  |
| 10 września 2006 | Deportivo Pasto – Boyacá Chicó Tunja 1:0 Carlos Rodas 91                                                                           |
| 10 września 2006 | Quindío Armenia – Envigado 1:0 Oswaldo Mackenzie 68                                                                                |
| 10 września 2006 | Independiente Medellín – Atlético Nacional 0:1 Sergio Galván Rey 92                                                                |
| 10 września 2006 | Cúcuta – Atlético Bucaramanga 3:2 Lin Carlos Henry 8, 34, Macnelly Torres 26 – Juan Manuel Zandoná 10, Alex Orrego 28              |
| 10 września 2006 | Atlético Junior – Real Cartagena 2:1 Omar Sebastián Pérez 25, Eudalio Arriaga 31 – Carlos Rentería 56                              |
| 10 września 2006 | Once Caldas – Deportivo Pereira 1:0 Dayro Moreno 50                                                                                |
| 10 września 2006 | Independiente Santa Fe – Millonarios FC 3:2 David Montoya 35, Jorge Bermúdez 40, Christian Marrugo 77 – Orlando Ballesteros 27, 85 |
| 10 września 2006 | Tolima Ibagué – Atlético Huila 3:2 César Rivas 57, Darwin Quintero 59, Oscar Briceño 85 – Carlos Castillo 22, Marcelo Torres 69    |

### Finalización 10
| Data             | Mecz |
| ---------------- | --- |
| 16 września 2006 | Millonarios FC – Independiente Santa Fe 2:2 Ricardo Siciliano 3, Bonner Mosquera 54 – Christian Marrugo 63, Luis Yáñez 72 |
| 17 września 2006 | Atlético Huila – América Cali 2:0 Carlos Castillo 27, Rodrigo Marangoni 58                                                |
| 17 września 2006 | Independiente Medellín – Cúcuta 2:0 Diego Álvarez 29, César Valoyes 63                                                    |
| 17 września 2006 | Quindío Armenia – Atlético Junior 3:0 Leonardo Mina Polo 37, Fabián Morales 58, Oswaldo Mackenzie 66                      |
| 17 września 2006 | Deportivo Pasto – Once Caldas 2:1 Hárnold Palacios 69, Óscar Darío Martínez 88 – Arnulfo Valentierra 91                   |
| 17 września 2006 | Deportivo Pereira – Tolima Ibagué 1:2 Sebastián Covelli 50 – Jhon Charria 18, 43                                          |
| 17 września 2006 | Real Cartagena – Boyacá Chicó Tunja 1:1 Eder Hernández 89k – Gerson González 78                                           |
| 17 września 2006 | Atlético Bucaramanga – Envigado 3:1 John Valencia 40, Alexánder Orrego 81, Carlos Álvarez 91 – Gustavo Bolívar 56         |
| 17 września 2006 | Deportivo Cali – Atlético Nacional 1:1 Álvaro Domínguez 75k – Jorge Rojas 88                                              |

### Finalización 11
| Data             | Mecz |
| ---------------- | --- |
| 23 września 2006 | Atlético Nacional – Atlético Bucaramanga 3:0 José Manuel Rey 11, Víctor Aristizábal 73, Sergio Galván Rey 81                 |
| 24 września 2006 | Deportivo Cali – Atlético Huila 0:0                                                                                          |
| 24 września 2006 | Envigado – Real Cartagena 1:0 Óscar Restrepo 48                                                                              |
| 24 września 2006 | Boyacá Chicó Tunja – Deportivo Pereira 3:0 Henry Zambrano 45+4, 64, Jerson González 49                                       |
| 24 września 2006 | Tolima Ibagué – Millonarios FC 1:0 Jorge Horacio Serna 14                                                                    |
| 24 września 2006 | Independiente Santa Fe – Deportivo Pasto 0:1 Carlos Rodas 61                                                                 |
| 24 września 2006 | Once Caldas – Quindío Armenia 3:2 Dayro Moreno 41, 73, Darío Alberto Gigena 33 – Néstor Salazar 66, Jorge Perlaza 71         |
| 24 września 2006 | Atlético Junior – Independiente Medellín 2:2 Iván René Valenciano 48, Jeffrey Díaz 50 – Néider Morantes 62, Diego Álvarez 77 |
| 24 września 2006 | Cúcuta – América Cali 2:0 Wálter Moreno 56, Pablo Armero 86s                                                                 |

### Finalización 12
| Data                | Mecz |
| ------------------- | --- |
| 30 września 2006    | Independiente Medellín – Once Caldas 3:2 César Valoyes 48, Diego Álvarez 51, Jaime Castrillón 90 – Arnulfo Valentierra 13k, Julián Hurtado 85 |
| 1 października 2006 | Atlético Huila – Cúcuta 1:1 Rodrigo Marangoni 49k – Blas Pérez 15                                                                             |
| 1 października 2006 | América Cali – Atlético Junior 1:0 Rubén Darío Bustos 25                                                                                      |
| 1 października 2006 | Quindío Armenia – Independiente Santa Fe 1:1 Leonardo Mina Polo 48 – Christian Marrugo 68                                                     |
| 1 października 2006 | Deportivo Pasto – Tolima Ibagué 1:0 Óscar Martínez 86                                                                                         |
| 1 października 2006 | Millonarios FC – Boyacá Chicó Tunja 2:1 Orlando Ballesteros 11, Sebastián Hernández 42 – Evert Palacios 69                                    |
| 1 października 2006 | Deportivo Pereira – Envigado 2:3 Sebastián Covelli 68, John Valencia 77 – Mauricio Chalar 7, Mauricio González 19, Camilo Ceballos 64         |
| 1 października 2006 | Real Cartagena – Atlético Nacional 0:1 Víctor Hugo Aristizábal 41                                                                             |
| 1 października 2006 | Atlético Bucaramanga – Deportivo Cali 2:2 Juan Manuel Zandoná 58k, 75k – Armando Carrillo 13k, Jamerson Rentería 69                           |

### Finalización 13
| Data                | Mecz |
| ------------------- | --- |
| 7 października 2006 | Atlético Junior – Cúcuta 0:1 Roberto Peñalosa 8k                                                                            |
| 8 października 2006 | Atlético Bucaramanga – Atlético Huila 1:0 John Valencia 10                                                                  |
| 8 października 2006 | Deportivo Cali – Real Cartagena 1:2 Juan Ferreira 23 – Gabriel Fernández 85, 88                                             |
| 8 października 2006 | Atlético Nacional – Deportivo Pereira 2:0 Elkin Bedoya 9s, Víctor Aristizábal 32                                            |
| 8 października 2006 | Envigado – Millonarios FC 0:1 Orlando Ballesteros 77                                                                        |
| 8 października 2006 | Boyacá Chicó Tunja – Deportivo Pasto 1:0 Jersson González 47k                                                               |
| 8 października 2006 | Tolima Ibagué – Quindío Armenia 2:0 Darío Alberto Bustos 8, Emir González 93                                                |
| 8 października 2006 | Independiente Santa Fe – Independiente Medellín 3:2 Gustavo Adrián Ramos 7, 71, Christian Marrugo 26 – Diego Álvarez 53, 55 |
| 8 października 2006 | Once Caldas – América Cali 4:1 Silvio Arango 29, Nondier Romero 79, Erwin Carrillo 66, 90 – Víctor Pacheco 54               |

### Finalización 14
| Data                 | Mecz |
| -------------------- | --- |
| 14 października 2006 | Millonarios FC – Atlético Nacional 2:0 Orlando Ballesteros 53, 82                                                                                 |
| 15 października 2006 | Atlético Huila – Atlético Junior 3:0 Rodrigo Marangoni 9k, Donald Millán 48, John Harold Viáfara 75                                               |
| 15 października 2006 | Cúcuta – Once Caldas 1:1 Lin Carlos Henry 15k – Erwin Carrillo 63                                                                                 |
| 15 października 2006 | América Cali – Independiente Santa Fe 2:2 Cristian López 59, 62 – Gustavo Adrián Ramos 68, Wílmer Largacha 92                                     |
| 15 października 2006 | Independiente Medellín – Tolima Ibagué 4:1 Jaime Castrillón 15k, Diego Álvarez 20, Heriberto Velandia 61, Néider Morantes 66 – Darwin Quintero 43 |
| 15 października 2006 | Quindío Armenia – Boyacá Chicó Tunja 3:1 Carlos Ortíz 5, 90, Jorge Perlaza 35 – Marcio Rodríguez 75                                               |
| 15 października 2006 | Deportivo Pasto – Envigado 5:0 Ariel Sevillano 34, Carlos Villagra 39, Carlos Rodas 60, Óscar Darío Martínez 85, 86                               |
| 15 października 2006 | Deportivo Pereira – Deportivo Cali 2:0 Diego Cochas 40, Víctor Cortés 62                                                                          |
| 15 października 2006 | Real Cartagena – Atlético Bucaramanga 2:0 Juan Pablo Tobón 9, Luis Iriarte 58                                                                     |

### Finalización 15
| Data                 | Mecz |
| -------------------- | --- |
| 21 października 2006 | Independiente Santa Fe – Cúcuta 4:1 Luis Yáñez 34, 83, Edgar Francisco Delgado 47, Wílmer Largacha 80 – Blas Pérez 39                        |
| 22 października 2006 | Real Cartagena – Atlético Huila 0:1 Carlos Castillo 49                                                                                       |
| 22 października 2006 | Atlético Bucaramanga – Deportivo Pereira 3:3 Jáider Arboleda 29, Orlando Fuentes 53, Álex Orrego 61 – Diego Cochas 16, Erwin González 50, 86 |
| 22 października 2006 | Deportivo Cali – Millonarios FC 0:1 Jairo Castillo 44                                                                                        |
| 22 października 2006 | Atlético Nacional – Deportivo Pasto 1:1 Aldo Ramírez 14 – Carlos Villagra 89                                                                 |
| 22 października 2006 | Envigado – Quindío Armenia 3:3 Julián Vásquez 16, 41, Johnnier González 19 – Iván Vélez 5, Jorge Perlaza 58, 68                              |
| 22 października 2006 | Boyacá Chicó Tunja – Independiente Medellín 1:0 Marcio Cruz 49                                                                               |
| 22 października 2006 | Tolima Ibagué – América Cali 2:2 Gauchinho 41, Jhon Charria 62 – Humberto Osorio 21, 23                                                      |
| 22 października 2006 | Once Caldas – Atlético Junior 2:0 Erwin Carrillo 44, Darío Alberto Gigena 53                                                                 |

### Finalización 16
| Data                 | Mecz |
| -------------------- | --- |
| 28 października 2006 | Millonarios FC – Atlético Bucaramanga 2:0 Juan Fernando Leal 82, Rafael Castillo 91                                                               |
| 29 października 2006 | Atlético Huila – Once Caldas 3:2 Harold Viáfara 15, Mauricio Molina 17, Carlos Castillo 83 – Darío Alberto Gigena 73, Arnulfo Valentierra 88      |
| 29 października 2006 | Atlético Junior – Independiente Santa Fe 3:3 Háyder Palacios 32, 82k, Cassiano Méndez 66 – Jorge Bermúdez 39, Cristián Marrugo 47, Luis Yáñez 78k |
| 29 października 2006 | Cúcuta – Tolima Ibagué 1:0 Lin Carlos Henry 69k                                                                                                   |
| 29 października 2006 | América Cali – Boyacá Chicó Tunja 0:1 Lionard Pajoy 86                                                                                            |
| 29 października 2006 | Independiente Medellín – Envigado 2:1 Jaime Castrillón 47, Juan Pablo Pino 55 – Gustavo Bolívar 61                                                |
| 29 października 2006 | Quindío Armenia – Atlético Nacional 1:0 Oswaldo Mackenzie 25                                                                                      |
| 29 października 2006 | Deportivo Pasto – Deportivo Cali 1:1 Carlos Villagra 86 – Jair Benítez 25                                                                         |
| 29 października 2006 | Deportivo Pereira – Real Cartagena 0:0 |

### Finalización 17
| Data             | Mecz |
| ---------------- | --- |
| 4 listopada 2006 | Deportivo Cali – Quindío Armenia 1:0 Iván Trujillo 67                                                        |
| 5 listopada 2006 | Deportivo Pereira – Atlético Huila 0:1 Francisco Córdoba 93s                                                 |
| 5 listopada 2006 | Real Cartagena – Millonarios FC 1:0 Iván Trujillo 67                                                         |
| 5 listopada 2006 | Atlético Bucaramanga – Deportivo Pasto 1:2 Edwards Jiménez 46 – Róbinson Rojas 12, Hugo Centurión 44         |
| 5 listopada 2006 | Atlético Nacional – Independiente Medellín 0:1 Danilson Córdoba 34                                           |
| 5 listopada 2006 | Envigado – América Cali 1:4 Johnnier González 9 – Humberto Osorio 22, 49, Pablo Armero 36, Víctor Pacheco 71 |
| 5 listopada 2006 | Boyacá Chicó Tunja – Cúcuta 1:0 Jersson González 2                                                           |
| 5 listopada 2006 | Tolima Ibagué – Atlético Junior 4:0 César Rivas 27, Jhon Charria 47, 70k, Gerardo Vallejo 87                 |
| 5 listopada 2006 | Independiente Santa Fe – Once Caldas 3:1 Christian Marrugo 3, Léider Preciado 26, 29 – Dayro Moreno 58       |

### Finalización 18
| Data              | Mecz |
| ----------------- | --- |
| 12 listopada 2006 | Atlético Huila – Independiente Santa Fe 2:1 Rodrigo Marangoni 6, 12 – Léider Preciado 40                                    |
| 12 listopada 2006 | Once Caldas – Tolima Ibagué 1:3 Darío Alberto Gigena 45 – César Rivas 16, Óscar Briceño 35, John Charría 52                 |
| 12 listopada 2006 | Atlético Junior – Boyacá Chicó Tunja 2:0 Sneider Salinas 20, Evert Salas 28                                                 |
| 12 listopada 2006 | Cúcuta – Envigado 1:0 Blas Pérez 64                                                                                         |
| 12 listopada 2006 | América Cali – Atlético Nacional 0:2 Víctor Echeverri 41, Anier Figueroa 59s                                                |
| 12 listopada 2006 | Quindío Armenia – Atlético Bucaramanga 1:0 Jorge Perlaza 18                                                                 |
| 12 listopada 2006 | Independiente Medellín – Deportivo Cali 3:1 Jackson Martínez 73, Mauricio Molina 85, Jaime Castrillón 92 – Járol Herrera 87 |
| 12 listopada 2006 | Deportivo Pasto – Real Cartagena 0:2 Cristián González 61, Jorge Rojas 70                                                   |
| 12 listopada 2006 | Millonarios FC – Deportivo Pereira 2:3 Rafael Castillo 31, Orlando Ballesteros 33 – Víctor Cortés 1, 11, Diego Cochas 70    |

### Tabela końcowa turnieju Finalización 2006
| Poz | Klub                   | Mecze | Zw | Rem | Por | Pkt | BrZd | BrStr |
| --- | ---------------------- | ----- | -- | --- | --- | --- | ---- | ----- |
| 1   | Tolima Ibagué          | 18    | 10 | 4   | 4   | 34  | 31   | 19    |
| 2   | Independiente Medellín | 18    | 10 | 2   | 6   | 32  | 29   | 22    |
| 3   | Boyacá Chicó Tunja     | 18    | 10 | 2   | 6   | 32  | 22   | 15    |
| 4   | Atlético Huila         | 18    | 9  | 4   | 5   | 31  | 25   | 17    |
| 5   | Atlético Nacional      | 18    | 9  | 4   | 5   | 31  | 20   | 15    |
| 6   | Cúcuta                 | 18    | 9  | 4   | 5   | 31  | 22   | 18    |
| 7   | Deportivo Pasto        | 18    | 9  | 3   | 6   | 30  | 23   | 15    |
| 8   | Millonarios FC         | 18    | 8  | 3   | 7   | 27  | 23   | 19    |
| 9   | Quindío Armenia        | 18    | 8  | 3   | 7   | 27  | 24   | 25    |
| 10  | Deportivo Cali         | 18    | 6  | 7   | 5   | 25  | 23   | 21    |
| 11  | Real Cartagena         | 18    | 7  | 4   | 7   | 25  | 17   | 17    |
| 12  | Independiente Santa Fe | 18    | 6  | 6   | 6   | 24  | 34   | 30    |
| 13  | Deportivo Pereira      | 18    | 6  | 4   | 8   | 22  | 23   | 24    |
| 14  | Atlético Junior        | 18    | 5  | 5   | 8   | 20  | 19   | 29    |
| 15  | Once Caldas            | 18    | 5  | 4   | 9   | 19  | 23   | 31    |
| 16  | Atlético Bucaramanga   | 18    | 4  | 4   | 10  | 16  | 22   | 32    |
| 17  | America Cali           | 18    | 3  | 4   | 11  | 13  | 20   | 33    |
| 18  | Envigado               | 18    | 3  | 3   | 12  | 12  | 14   | 32    |

### Finalización Cuadrangulares

#### Finalización Cuadrangulares 1
| Data              | Mecz                                                                                               |
| ----------------- | -------------------------------------------------------------------------------------------------- |
| 18 listopada 2006 | Atlético Nacional – Deportivo Pasto 2:1 Sergio Galván Rey 59, Óscar Echeverri 66 – Carlos Rodas 81 |
| 19 listopada 2006 | Boyacá Chicó Tunja – Tolima Ibagué 2:0 Lionard Pajoy 11, Dayron Pérez 48                           |
| 19 listopada 2006 | Atlético Huila – Cúcuta 0:1 Blas Pérez 52                                                          |
| 19 listopada 2006 | Millonarios FC – Independiente Medellín 1:0 Luis Asprilla 38                                       |

#### Finalización Cuadrangulares 2
| Data              | Mecz                                                                                       |
| ----------------- | ------------------------------------------------------------------------------------------ |
| 25 listopada 2006 | Tolima Ibagué – Atlético Nacional 1:0 Darwin Quintero 39                                   |
| 26 listopada 2006 | Deportivo Pasto – Boyacá Chicó Tunja 1:1 Hárnold Palacios 90 – Jersson González 62         |
| 26 listopada 2006 | Independiente Medellín – Atlético Huila 3:0 Diego Álvarez 44, 65, Roberto Carlos Cortés 69 |
| 26 listopada 2006 | Cúcuta – Millonarios FC 2:0 Roberto Bobadilla 8k, Blas Pérez 91                            |

#### Finalización Cuadrangulares 3
| Data           | Mecz |
| -------------- | --- |
| 2 grudnia 2006 | Atlético Nacional – Boyacá Chicó Tunja 2:0 Sergio Galván Rey 8, Óscar Echeverri 80                                              |
| 3 grudnia 2006 | Deportivo Pasto – Tolima Ibagué 2:1 Carlos Villagra 11, Óscar Darío Martínez 32 – Hárnold Palacios 73s                          |
| 3 grudnia 2006 | Cúcuta – Independiente Medellín 2:1 Blas Pérez 43, Breiner García 52 – Diego Álvarez 77                                         |
| 3 grudnia 2006 | Atlético Huila – Millonarios FC 3:2 Donald Millán 12, Bélmer Aguilar 36, Fredy Montero 73 – Gerardo Bedoya 21, Luis Asprilla 78 |

#### Finalización Cuadrangulares 4
| Data           | Mecz |
| -------------- | --- |
| 6 grudnia 2006 | Tolima Ibagué – Deportivo Pasto 4:0 Jhon Charria 8, Carlos Darwin Qintero 46, César Rivas 62, Gerardo Vallejo 85 |
| 6 grudnia 2006 | Boyacá Chicó Tunja – Atlético Nacional 1:1 Lionard Pajoy 6 – Humberto Mendoza 47                                 |
| 6 grudnia 2006 | Independiente Medellín – Cúcuta 2:1 Eduardo Domínguez 24, Diego Álvarez 83 – Heriberto Velandia 37s              |
| 6 grudnia 2006 | Millonarios FC – Atlético Huila 2:1 Wilman Conde 29, Gastón Sangoy 36 – Rodrigo Ruiz 5                           |

#### Finalización Cuadrangulares 5
| Data            | Mecz |
| --------------- | --- |
| 10 grudnia 2006 | Boyacá Chicó Tunja – Deportivo Pasto 3:4 Evert Palacios 4k, Marcio Cruz 68, Henry Zambrano 87 – Hárnold Palacios 8, Carlos Rodas 23, 60, Jorge Hernando Vidal 92 |
| 10 grudnia 2006 | Atlético Nacional – Tolima Ibagué 1:2 Víctor Aristizábal 59 – Jhon Charria 41, Darwin Quintero 55                                                                |
| 10 grudnia 2006 | Millonarios FC – Cúcuta 1:0 Wilman Conde 32 |
| 10 grudnia 2006 | Atlético Huila – Independiente Medellín 3:2 Carlos Castillo 56, Germán Caicedo 58, Mauricio Molina 73 – Juan Pablo Pino 47, César Valoyes 62                     |

#### Finalización Cuadrangulares 6
| Data            | Mecz |
| --------------- | --- |
| 13 grudnia 2006 | Deportivo Pasto – Atlético Nacional 0:0                                                                                |
| 13 grudnia 2006 | Tolima Ibagué – Boyacá Chicó Tunja 2:0 Darwin Quintero 47, Jhon Charria 53                                             |
| 13 grudnia 2006 | Cúcuta – Atlético Huila 0:0                                                                                            |
| 13 grudnia 2006 | Independiente Medellín – Millonarios FC 4:0 Danilson Córdoba 7, Diego Álvarez 34, César Valoyes 63, Mauricio Molina 77 |

#### Tabele końcowe Finalización Cuadrangulares
| Poz | Klub               | Mecze | Zw | Rem | Por | Pkt | BrZd | BrStr |
| --- | ------------------ | ----- | -- | --- | --- | --- | ---- | ----- |
| 1   | Tolima Ibagué      | 6     | 4  | 0   | 2   | 12  | 10   | 5     |
| 2   | Atlético Nacional  | 6     | 2  | 2   | 2   | 8   | 6    | 5     |
| 3   | Deportivo Pasto    | 6     | 2  | 2   | 2   | 8   | 8    | 11    |
| 4   | Boyacá Chicó Tunja | 6     | 1  | 2   | 3   | 5   | 7    | 10    |

| Poz | Klub                   | Mecze | Zw | Rem | Por | Pkt | BrZd | BrStr |
| --- | ---------------------- | ----- | -- | --- | --- | --- | ---- | ----- |
| 1   | Cúcuta                 | 6     | 3  | 1   | 2   | 10  | 6    | 4     |
| 2   | Independiente Medellín | 6     | 3  | 0   | 3   | 9   | 12   | 7     |
| 3   | Millonarios FC         | 6     | 3  | 0   | 3   | 9   | 6    | 10    |
| 4   | Atlético Huila         | 6     | 2  | 1   | 3   | 7   | 7    | 10    |

### Finalización Finalisima
Źródło: http://www.colombia.com/futbol/torneo_finalizacion/2006/f_anteriores.asp
| Cúcuta – Tolima Ibagué 1:0 i 1:1 |
| 17 grudnia 2006 Cúcuta Estadio General Santander (25 000) Cúcuta – Tolima Ibagué 1:0 (1:0) Sędzia: Álbert Duarte Bramki: 1:0 Rodrigo Saraz 23 Czerwone kartki: – / Dúmar Rueda 23 Corporación Nuevo Cúcuta Deportivo (trener Jorge Luis Pinto): Róbinson Zapata – Braynner García, Wálter Moreno, Roberto Peñalosa (81 Yesith Trujillo), Elvis González, Nelson Flórez, Charles Castro, Jarín Asprilla (48 Lin Carlos Henry), Macnelly Torres, Rodrigo Saraz (63 Roberto Bobadilla), Blas Pérez Corporación Club Deportes Tolima (trener Jorge Luis Bernal): Agustín Julio – Gerardo Vallejo, César Vásquez, Hilario Cuenú, Erwin Maturana, Dúmar Rueda, Juan Carlos Escobar (86 Jorge Horacio Serna), Yulián Anchico, Jhon Charria, Darwin Quintero (65 César Rivas), Óscar Briceño (33 Emir González) |
| 20 grudnia 2006 Ibagué Estadio Manuel Murillo Toro (30 000) Tolima Ibagué – Cúcuta 1:1 (0:0) Sędzia: Jorge Hernán Hoyos Bramki: 1:0 Yulián Anchico 60, 1:1 Macnelly Torres 77 Corporación Club Deportes Tolima (trener Jorge Luis Bernal): Agustín Julio – Gerardo Vallejo, Hilario Cuenú, César Vásquez, Darío Alberto Bustos, Emir González, Yulián Anchico, Juan Carlos Escobar, John Jairo Charria, Darwin Quintero, César Rivas Corporación Nuevo Cúcuta Deportivo (trener Jorge Luis Pinto): Róbinson Zapata – Braynner García, Wálter Moreno, Pedro Portocarrero, Joé Luis Raguá, Nelson Flórez, Charles Castro, Jarín Asprilla, Macnelly Torres, Roberto Bobadilla, Blas Pérez |

Mistrzem Kolumbii turnieju Finalización w roku 2006 został klub Cúcuta, natomiast wicemistrzem Kolumbii – klub Tolima Ibagué.

## Reclasificación 2006
Klasyfikacja całego sezonu ligi kolumbijskiej – łączny dorobek klubów w turniejach Apertura i Finalización.
| Poz | Klub                   | Mecze | Zw | Rem | Por | Pkt | BrZd | BrStr |
| --- | ---------------------- | ----- | -- | --- | --- | --- | ---- | ----- |
| 1   | Cúcuta                 | 50    | 27 | 11  | 12  | 92  | 67   | 45    |
| 2   | Tolima Ibagué          | 50    | 25 | 13  | 12  | 88  | 87   | 53    |
| 3   | Deportivo Pasto        | 50    | 23 | 13  | 14  | 82  | 70   | 53    |
| 4   | Atlético Nacional      | 48    | 22 | 9   | 17  | 75  | 62   | 49    |
| 5   | Millonarios FC         | 48    | 19 | 12  | 17  | 69  | 61   | 60    |
| 6   | Deportivo Cali         | 44    | 17 | 15  | 12  | 66  | 55   | 46    |
| 7   | Once Caldas            | 42    | 17 | 12  | 13  | 63  | 61   | 56    |
| 8   | Atlético Huila         | 42    | 17 | 7   | 18  | 58  | 49   | 60    |
| 9   | Boyacá Chicó Tunja     | 42    | 15 | 12  | 15  | 57  | 48   | 47    |
| 10  | Deportivo Pereira      | 42    | 14 | 13  | 15  | 55  | 53   | 52    |
| 11  | Independiente Medellín | 42    | 16 | 7   | 19  | 55  | 56   | 57    |
| 12  | Quindío Armenia        | 36    | 16 | 6   | 14  | 54  | 42   | 42    |
| 13  | Independiente Santa Fe | 36    | 11 | 11  | 14  | 44  | 58   | 62    |
| 14  | América Cali           | 36    | 11 | 7   | 18  | 40  | 40   | 58    |
| 15  | Atlético Bucaramanga   | 36    | 10 | 7   | 19  | 37  | 39   | 55    |
| 16  | Atlético Junior        | 36    | 9  | 10  | 17  | 37  | 41   | 58    |
| 17  | Envigado               | 36    | 8  | 10  | 18  | 34  | 34   | 54    |
| 18  | Real Cartagena         | 36    | 9  | 5   | 22  | 32  | 31   | 47    |

## Spadek do II ligi
O spadku z ligi decydował dorobek z ostatnich trzech sezonów. Bezpośrednio do II ligi spadł klub Envigado, natomiast klub Atlético Huila musiał rozegrać mecze barażowe.
| Data              | Mecz                            |
| ----------------- | ------------------------------- |
| 22 listopada 2006 | Valledupar – Atlético Huila 0:1 |
| 29 listopada 2006 | Atlético Huila – Valledupar 2:0 |

Klub Atlético Huila utrzymał się w I lidze.
Do I ligi awansował mistrz II ligi klub La Equidad Bogotá.